# Semmangudi Srinivasa Iyer

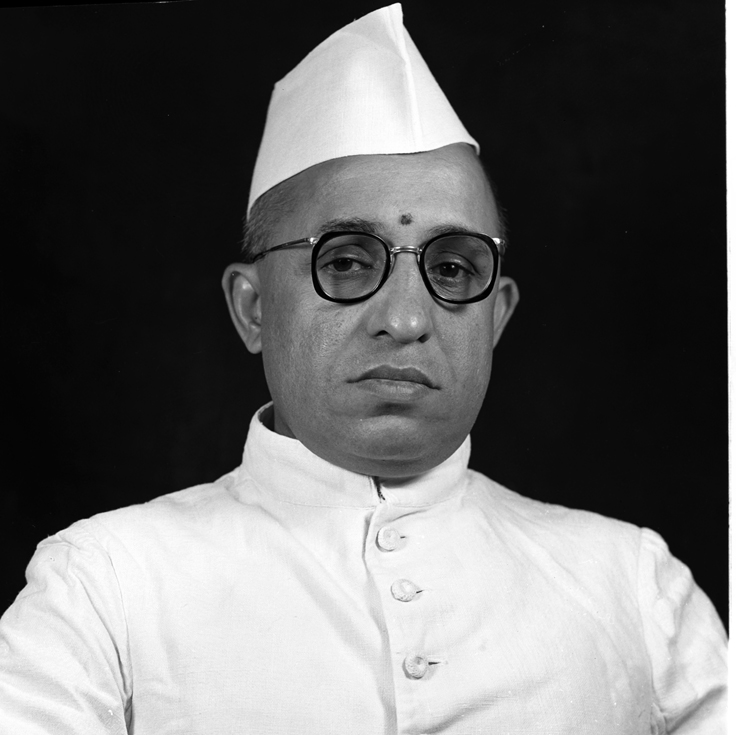
Semmangudi Srinivasa Iyer (1953)

Semmangudi Radhakrishna Srinivasa Iyer (* 25. Juli 1908 in Semmangudi; † 31. Oktober 2003) war ein indischer Sänger, Musikpädagoge und Vertreter der karnatischen Musik.

## Leben
Iyer hatte ab 1917 Unterricht bei dem Geiger Semmangudi Narayanaswami Iyer, einem Neffen seiner Mutter. Darauf wurden Sakharama Rao und der Sänger Umayalpuram Swaminatha Iyer seine Lehrer. Weiteren Gesangsunterricht hatte er dann bei Maharajapuram Viswanatha Iyer, der selbst ein Schüler Swaminatha Iyers war. Er hörte während seiner Ausbildungszeit Konzerte von Ariyakudi Ramanuja Iyengar, Chembai Vaidhyanatha Iyer, Kanchipuram Naina Pillai, Palladam Sanjeeva Rao, T. N. Rajaratnam Pillai und Karukurichi Arunachalam und hatte mehrfach Gelegenheit, mit Viswanatha Iyer aufzutreten.
Nach einer durch den Stimmbruch bedingten Pause hatte er 1926 einen Auftritt im Nageswaraswamy-Tempel in Kumbakonam, der den Beginn einer Laufbahn bezeichnet, die ihn bis zum Ende der 1930er Jahre in die Gruppe der angesehensten karnatischen Sänger führte. 1939 wurde er Asthāna Vidwān (was dem Artist in Residence entspricht) im Travancore-Palast in Kerala. Ab 1941 unterrichtete er an der Swathi Thirunal-Musikakademie in Trivandrum, deren Leitung er bald darauf übernahm und wo er bis 1963 wirkte. 1947 verlieh ihm die Musikakademie Madras den Titel Sangeetha Kalanidhi. Mit 39 Jahren war er der jüngste Musiker, der diesen Titel je erhalten hatte. 
Von 1956 bis 1959 war Iyer zudem Chefproduzent für Karnatische Musik bei All India Music in Madras. Als Mitglied der Swathi Thirunal-Akademie war er maßgeblich an der Neuentdeckung der Kompositionen des Maharadscha Swathi Thirunal Rama Varma beteiligt, dessen Werke er regelmäßig bei seinen Konzerten sang. An der Akademie und privat unterrichtete er Musiker wie  T. N. Krishnan, der ihn bei vielen Konzerten auf der Geige begleitete, T. M. Thiagarajan, P. S. Narayanaswamy, Kallidakurichi S. Harihara Iyer (später Leiter der Swathi Thirunal-Akademie), K. R Kedaranathan, Palai C. K. Ramachandran, V. Subrahmaniam, Neyatinkara Vasudevan, Trivandram R. S. Mani, Vaigal Gnanaskandan, Parasala Ponnammal, K. Omanakutty, M. S. Subbulakshmi und K. J. Yesudas. Besondere Förderung erfuhr T. M. Krishna, den Srinivasa Iyer sieben Jahr lang unterrichtete.